# Station Senlis
Station Senlis is een voormalig spoorwegstation in de Franse gemeente Senlis (Oise). Het station werd in 1950 gesloten voor reizigersverkeer. Met het opheffen van de spoorlijn tussen Senlis en Ormoy-Villers begin jaren 90 kwam er ook een einde aan het goederenvervoer.
Het eerste stationsgebouw werd gebouwd in 1861, een jaar voor de opening van de spoorlijn. Op 2 september 1914 werd het stationsgebouw in brand gestoken door Duitse troepen tijdens de Eerste Wereldoorlog. In 1922 werd een nieuw gebouw geopend, naar het ontwerp van Gustave Umbdenstock.
In 1938 werd het reizigersverkeer naar Chantilly beëindigd; de volledige opheffing van het spoortraject volgde in 1971.
Richting Crépy-en-Valois hield het reizigersverkeer het vol tot 1950. Het goederenvervoer werd begin jaren 90 stilgelegd toen de LGV Nord werd aangelegd dwars door de spoorlijn heen. Het stationsgebouw van Senlis bleef echter tot 2003 in gebruik bij de SNCF voor de ontvangst van treinreizigers. Een jaar later kocht de gemeente het station en het emplacement.